# موسى سيليك
موسى سيليك (بالتركية: Musa Çelik)‏ هو لاعب رياضة إلكترونية ‏ ولاعب كرة قدم تركي في مركز الهجوم، ولد في 11 أبريل 1983 في أوبرهاوزن في ألمانيا. لعب مع روت فايس أوبرهاوزن وغيرسون سبور ونادي أوردينغن 05.

## وصلات خارجية
- موسى سيليك على موقع اتحاد تركيا (لاعب) (الإنجليزية)
- موسى سيليك على موقع قاعدة بيانات كرة القدم.إي يو (الإنجليزية)
- موسى سيليك على موقع بيانات كرة القدم. دي إي (الألمانية)